# Thomas Spelling
Thomas Spelling (* 9. Februar 1993 in Herning) ist ein dänischer Eishockeyspieler, der seit 2013 bei SønderjyskE Ishockey in der dänischen Metal Ligaen unter Vertrag steht.

## Karriere
Thomas Spelling begann bei seinem Heimatverein Herning Blue Fox mit dem Eishockey. Bei dem Club aus seiner Geburtsstadt durchlief der Linksschütze sämtliche Jugendmannschaften und spielte in der Saison 2008/09 erstmals in der Reservemannschaft der Blue Fox in der 1. Division. Im Folgejahr kam er zu seinen ersten Einsätzen in der AL-Bank Ligaen und spielte dort die komplette Saison. In der Spielzeit 2010/11 gewann er mit den Blue Fox seine erste Meisterschaft, an der er mit 36 Scorerpunkten großen Anteil hatte. In der folgenden Spielzeit konnte er diesen Erfolg mit seiner Mannschaft wiederholen. Zudem gewann er mit Herning den dänischen Pokalwettbewerb. Er selbst konnte sich in der AL-Bank Ligaen auf 57 Scorerpunkte in 50 Spielen steigern.
Im NHL Entry Draft 2012 wurde Spelling in der fünften Runde an 142. Position von den New York Rangers gedraftet.
Im Sommer 2012 wurde Spelling von Rögle BK aus der schwedischen Elitserien verpflichtet. Dort kam er in seiner Debütsaison in sieben Spielen zum Einsatz und blieb dabei punkt- und straflos. Den größten Teil der Saison 2012/13 verbrachte er allerdings für die U20-Mannschaft in der J20 SuperElit, wo er mit 49 Punkten aus 36 Spielen zweitbester Scorer seines Teams war. Im folgenden Jahr kehrte er nach Dänemark zurück und unterschrieb für ein Jahr bei SønderjyskE Ishockey, mit dem er 2014 erneut dänischer Meister wurde.

### International
Spelling spielte schon früh für diverse Auswahlmannschaften Dänemarks. 2010 und 2011 nahm er mit der U18-Junioren-Nationalmannschaft an der Weltmeisterschaft der Division I teil. 2011 vertrat er sein Land zudem bei der U20-Junioren-Weltmeisterschaft der Division I. Bei beiden Turnieren 2011 stieg er mit den jeweiligen Teams in die Top-Division auf. Für Dänemark nahm er zudem an der U20-Junioren-Weltmeisterschaft 2012 teil und vertrat das Land nach dem Abstieg in die Division IA auch 2013.

## Erfolge und Auszeichnungen
- 2011 Dänischer Meister mit den Herning Blue Fox
- 2011 Rookie des Jahres der AL-Bank Ligaen
- 2012 Dänischer Meister mit den Herning Blue Fox
- 2012 Dänischer Pokalsieger mit den Herning Blue Fox
- 2014 Dänischer Meister mit SønderjyskE Ishockey
- 2014 Second All-Star-Team der Metal Ligaen

### International
- 2011 Aufstieg in die Top-Division bei der U20-Junioren-Weltmeisterschaft der Division I
- 2011 Aufstieg in die Top-Division bei der U18-Junioren-Weltmeisterschaft der Division I
- 2013 Bester Vorlagengeber der U20-Junioren-Weltmeisterschaft der Division IA

## Karrierestatistik

### International
Vertrat Dänemark bei:
- U18-Junioren-Weltmeisterschaft der Division I 2010
- U20-Junioren-Weltmeisterschaft der Division I 2011
- U18-Junioren-Weltmeisterschaft der Division I 2011
- U20-Junioren-Weltmeisterschaft 2012
- U20-Junioren-Weltmeisterschaft der Division IA 2013

(Legende zur Spielerstatistik: Sp oder GP = absolvierte Spiele; T oder G = erzielte Tore; V oder A = erzielte Assists; Pkt oder Pts = erzielte Scorerpunkte; SM oder PIM = erhaltene Strafminuten; +/− = Plus/Minus-Bilanz; PP = erzielte Überzahltore; SH = erzielte Unterzahltore; GW = erzielte Siegtore; 1 Play-downs/Relegation; Kursiv: Statistik nicht vollständig)